# Немска награда за книги
„Немската награда за книги“ (на немски: Deutscher Bücherpreis) е литературно отличие без парична премия, което се присъжда от 2002 до 2004 г. по време на Лайпцигския панаир на книгата от Борсовия съюз на немските книгоиздатели.
От 2005 г. като следовник ще се раздава „Наградата на Лайпцигския панаир на книгата“ в три категории „за особено значими новоизлезли творби“.
През 2004 г. Борсовият съюз взема решение да раздава от 2005 г. литературна награда по време на Франкфуртския панаир на книгата. Новоназованата „Немска награда за книга“ ще удостоявя занапред „най-добрия немскоезичен роман на годината“.

## Носители на наградата (подбор)
2002:
- Ула Хан (за белетристика)
- Гюнтер де Бройн (за биография)
- Мирям Преслер (за детска книга)
- Юли Це (за дебют)
- Криста Волф (за цялостно творчество)
- Джоан Роулинг (награда на читателите)

2003:
- Иън Макюън (за белетристика)
- Петер Мерзебургер (за биография)
- Паул Маар (за детска книга)
- Петер Хертлинг (за цялостно творчество)
- Хенинг Манкел (награда на читателите)

2004:
- Ян Мартел (за белетристика)
- Майкъл Мур (за публицистика)
- Оуън Колфър (за детска книга)
- Ерик-Еманюел Шмит (награда на читателите)
- Мирям Преслер (за цялостно творчество)